# 존 멘사
존 멘사(영어: John Mensah, 1982년 11월 29일, 가나 아샨티 주, 오부아시 ~ )는 가나의 전 축구 선수이자, 포지션은 센터백이다.

## 경력
- 2001년 FIFA 세계 청소년 축구 선수권 대회 국가대표
- 2002년 아프리카 네이션스컵 국가대표
- 2004년 하계 올림픽 축구 국가대표
- 2006년 아프리카 네이션스컵 국가대표
- 2006년 FIFA 월드컵 국가대표
- 2008년 아프리카 네이션스컵 국가대표
- 2010년 아프리카 네이션스컵 국가대표
- 2010년 FIFA 월드컵 국가대표
- 2012년 아프리카 네이션스컵 국가대표

## 수상
가나
- 2001년 FIFA 세계 청소년 축구 선수권 대회 준우승
- 2008년 아프리카 네이션스컵 3위
- 2012년 아프리카 네이션스컵 4위

개인
- 2006년 가나 올해의 선수상